# Carpathonesticus hungaricus
Carpathonesticus hungaricus är en spindelart som först beskrevs av Cornelius Chyzer 1894.  Carpathonesticus hungaricus ingår i släktet Carpathonesticus och familjen grottspindlar.
Artens utbredningsområde är Rumänien. Inga underarter finns listade.